# London Transport Executive
Die London Transport Executive (LTE) war eine Verkehrsorganisation, die von 1948 bis 1962 für den öffentlichen Personennahverkehr in London und Umgebung zuständig war. Wie alle Verkehrsorganisationen in den Jahren 1933 bis 2000 trat sie unter dem Markennamen London Transport in Erscheinung.

## Geschichte

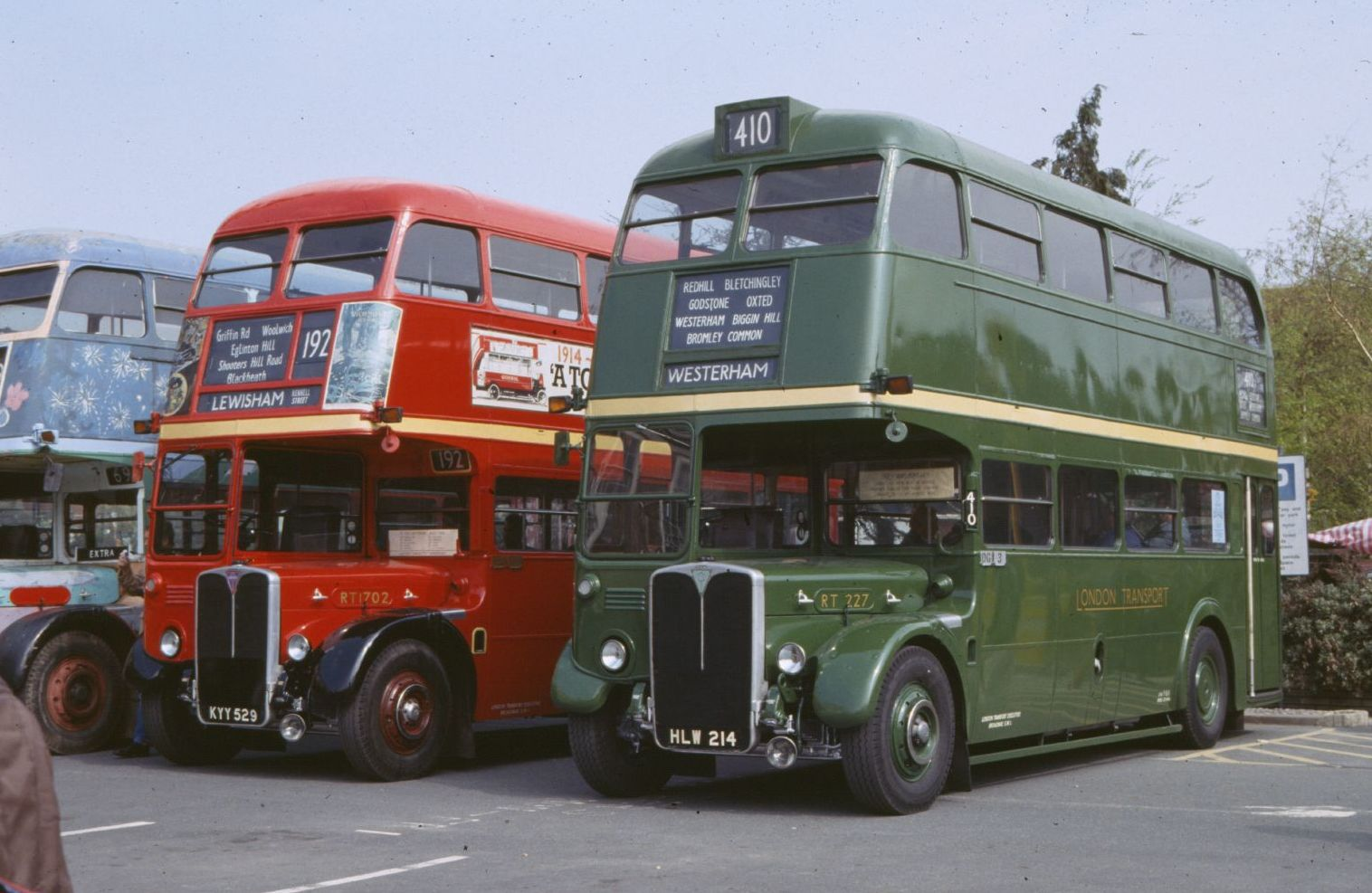
Zwei verschiedene Londoner AEC Regent III (RT)

Gemäß dem Transport Act 1947 der Regierung Clement Attlee wurde der London Passenger Transport Board (LPTB) am 1. Januar 1948 aufgelöst und in die London Transport Executive umgewandelt. Die LTE war eine Tochterorganisation der am selben Tag geschaffenen British Transport Commission. Somit kam es faktisch zur Verstaatlichung, wenngleich mit einer gewissen Autonomie. Eine weitere Zweigorganisation der British Transport Commission war die Railway Executive (die als British Railways firmierte). Dies bedeutete, dass sämtliche öffentlichen Verkehrsmittel des Londoner Ballungsraumes zum ersten und einzigen Mal unter der Kontrolle einer einzigen staatlichen Behörde standen.
Zunächst galt es, die Folgen des Zweiten Weltkriegs zu beseitigen. Schäden an der Infrastruktur waren zu beheben und die veralteten Fahrzeuge zu ersetzen bzw. zu modernisieren. Die LTE betreute auch die Fertigstellung der Verlängerung der Central Line, die Teil des 1935 beschlossenen New Works Programme gewesen war, sich wegen des Kriegs aber verzögert hatte. Ein weiteres wichtiges Projekt war die Elektrifizierung der äußeren Streckenteile der Central Line (1957) und der Metropolitan Line (1961). Die bereits 1939 eingeführte Busbaureihe AEC Regent III (RT), deren Produktion nach 150 Exemplaren kriegsbedingt gestoppt werden musste, wurde in verbesserter Form zu tausenden für London hergestellt.
Neben den verschiedenen, zum Teil weit in die nördlich der Themse liegenden Vororte reichenden U-Bahn-Linien, den Straßenbahn- und Trolleybus-Linien sowie den zahlreichen Omnibuslinien in der Stadt und den Vororten gab es die als Green Line Coaches bezeichneten Schnellbusse. Diese sehr langen Buslinien wurden mit komfortableren grünen Ein- und Doppeldeckerbussen befahren, die nur an wenigen wichtigen Punkten hielten. Im Mai 1949 gab es wieder folgende 24 (meist) Durchmesserlinien:
7010 Ascot – Staines – Hounslow – Chiswick – Kensington High Street – Hyde Park Corner – Victoria – Elephant & Castle – New Cross – Bexleyheath – Dartford – Gravesend
7020 Sunningdale – Staines – wie Linie 701 – Gravesend
7030 Amersham – Rickmansworth – Harrow – Wembley – Edgware Road – Marble Arch – Victoria – Elephant & Castle – New Cross – Lewisham – Sidcup – Swanley – Wrotham
7040 Windsor – Slough – Chiswick – wie Linien 701 und 702 – New Cross – Lewisham – Bromley – Farnborough – Sevenoaks – Tunbridge Wells
7050 Windsor – wie Linie 704 – Bromley – Westerham – Sevenoaks
7060 Aylesbury – Watford – Edgware – Edgware Road – Marble Arch – Victoria – Stockwell – Brixton – Croydon – Chelsham – Westerham
7070 Aylesbury – wie Linie 706 – Chelsham – Oxted
7080 Hemel Hempstead – Watford – wie Linie 706 – Croydon – Purley – Kenley – Godstone – East Grinstead
7090 Chesham – Amersham – Uxbrige – Ealing – Baker Street Station – Oxford Circus – Trafalgar Square – Westminster – Kennington – Brixton – Croydon – Coulsdon – Godstone
7100 Amersham – wie Linie 709 – Coulsdon – Redhill – Crawley
7110 High Wycombe – Uxbridge – wie Linie 709 – Kennington – Stockwell – Tooting – Sutton – Reigate
7120 Luton – St. Albans – Radlett – Borehamwood – Golders Green – Baker Street – Marble Arch – Victoria – Stockwell – Tooting – Morden – Epsom – Leatherhead – Dorking
7130 Dunstable – St. Albans – wie Linie 712 – Dorking
7140 Baker Street – Marble Arch – Hyde Park Corner – Kensington High Street – Richmond – Kingston – Hook – Leatherhead – Dorking
7150 Hertford – Ware – Cheshunt – Enfield – Palmers Green – Finsbury Park – Camden Town – Oxford Circus – Marble Arch – Barnes – Maldon – Hook – Esher – Cobham – Guildford
7160 Hitchin – Stevenage – Welwyn – Hatfield – Potters Bar – Barnet – Golders Green – Baker Street – wie Linie 714 – Kingston – Hampton Court – Weybridge – Chertsey
7170 Welwyn Garden City – Hatfield – wie Linie 716 – Weybridge – Newham – Woking
7180 Windsor – Staines – Hampton Court – Kingston – Putney – Victoria – Marble Arch – Baker Street – Camden Town – Finsbury Park – Woodford – Epping
7200 Aldgate – Stratford – Woodford – Epping – Harlow – Bishops Stortford
7210 Aldgate – Stratford – Ilford – Romford – Brentwood
7220 Aldgate – Stratford – Ilford – Hornchurch – Upminster
7230 Aldgate – Barking – Dagenham – Aveley – Grays – Tilbury
7260 Whipsnade – St. Albans – Barnet – Finchley – Golders Green – Baker Street (nur im Sommer)
7270 Luton – St. Albans – Barnet – North Finchley – Kings Cross
Bis 1952 wurde die Linie 714 über ihre vorherige Endhaltestelle an der Baker Street in nördliche Richtung über Euston Road, Highgate, Barnet und St. Albans auf dem Linienweg der Linie 727 nach Luton verlängert, die dadurch entbehrlich wurde. Dagegen erhielt die Linie 723 eine alternierende Führung als Linie 723a, die ab Aveley den nördlichen Weg über neue Wohngebiete und North Stifford nach Grays nahm und dann am Tilbury Civic Square endete. Linie 723 führte ab Grays nun über das Woodside Estate und Chadwell, St. Mary zur Tilbury Ferry (Themse-Fähre).
Bis 1952 ersetzte man die letzten Londoner Straßenbahnlinien durch Buslinien. Als Nächstes waren die zahlreichen, als veraltet betrachteten Trolleybusse durch Dieselbusse zu ersetzen, was bis 1962 geschah. Dazu entstand 1954 eine neue Busbaureihe, der berühmt gewordene Routemaster. Dessen Serienproduktion setzte 1959 in verschiedenen Ausführungen ein.
Ende der 1950er Jahre war die British Transport Commission in erheblichen finanziellen Schwierigkeiten. Sie wurde als übertrieben bürokratische Organisation kritisiert, die trotzdem nicht in der Lage gewesen sei, Tarife und Fahrpläne aufeinander abzustimmen. Die Regierung von Harold Macmillan löste die British Transport Commission am 31. Dezember 1962 mit dem Transport Act 1962 auf. An die Stelle der LTE trat der London Transport Board (LTB), der direkt dem Verkehrsministerium unterstand.
London Transport Executive war ebenfalls der Name der Verkehrsorganisation, die von 1970 bis 1984 dem Greater London Council (GLC) unterstand.